# Wybory parlamentarne w Etiopii w 2010 roku

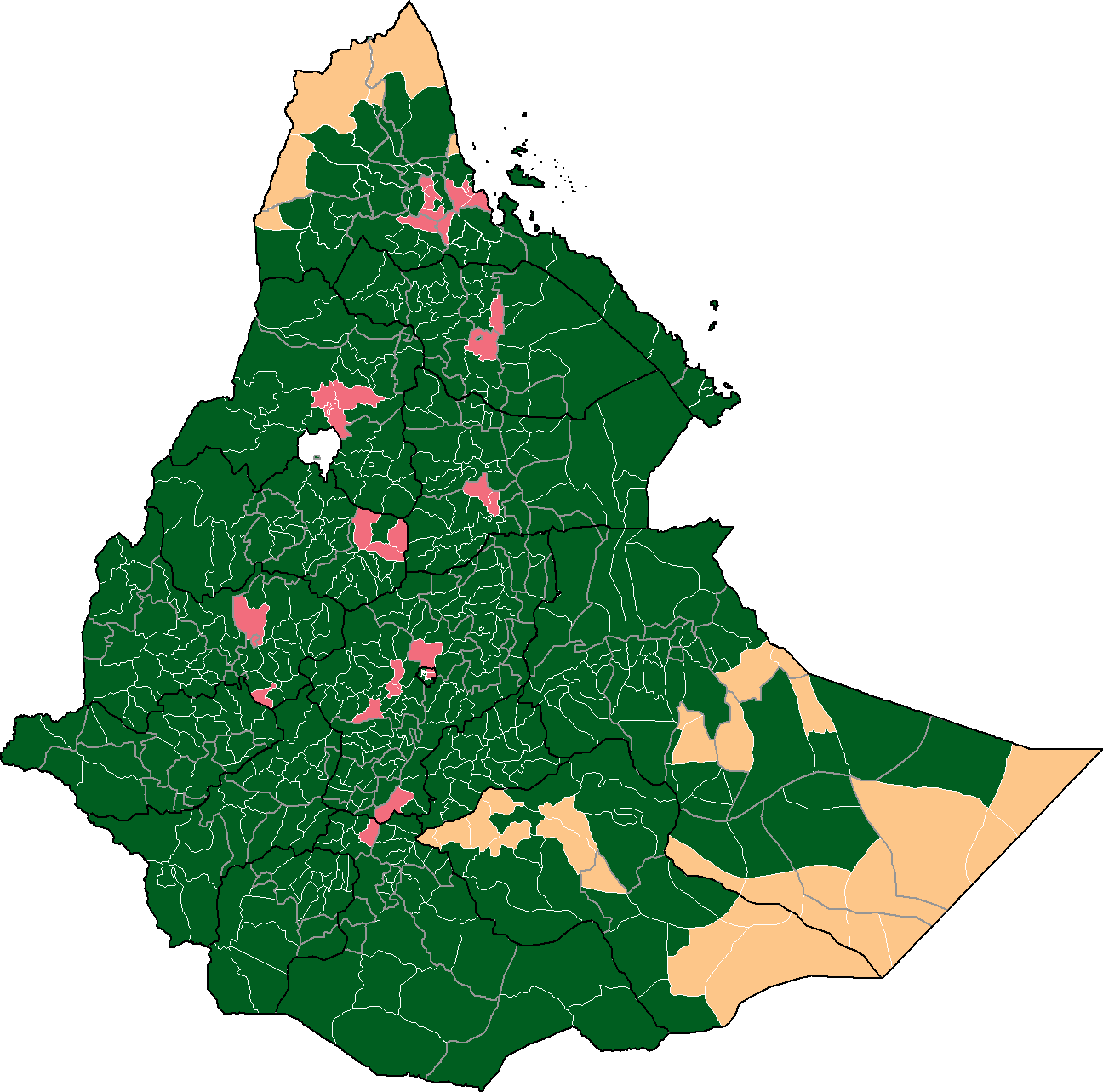
Mapa wyborcza Etiopii na wybory 2010

Wybory parlamentarne w Etiopii w 2010 roku – wybory do etiopskiej Izby Przedstawicieli Ludowych przeprowadzone 23 maja 2010. Zwycięstwo w wyborach odniósł rządzący Etiopski Ludowo-Rewolucyjny Front Demokratyczny (EPRDF) na czele z premierem Malesem Zenawim.

## Organizacja wyborów
Do uczestnictwa w głosowaniu zarejestrowanych zostało 29 170 867 obywateli. O 547 miejsc w niższej izbie etiopskiego parlamentu ubiegało się 4525 kandydatów.
Parlament Etiopii wybierany jest co 5 lat. Poprzednie wybory z 2005 wygrał Etiopski Ludowo-Rewolucyjny Front Demokratyczny.

## Incydenty związane z wyborami
W regionie Oromia w różnych incydentach w ciągu czterech tygodni przed wyborami zginęło sześć osób. Wśród zabitych był kandydat partii rządzącej, a także policjant. Dwie inne osoby zginęły podczas spotkania członków partii opozycyjnej OPDO z wyborcami. Po wyborach dwóch członków partii opozycyjnych zostało zastrzelonych przez policję.

## Wyniki i ocena wyborów
Zwycięstwo w wyborach odniósł rządzący Etiopski Ludowo-Rewolucyjny Front Demokratyczny (EPRDF), który zwyciężył w 9 z 11 regionach, zdobywając 499 miejsc w parlamencie. Partie koalicyjne zdobyły 35 miejsc, natomiast opozycyjne – 2. Frekwencja wyborcza wyniosła 90%.
Opozycja odrzuciła wyniki wyborów, zarzucając, iż międzynarodowi obserwatorzy nie mieli dostępu  do lokali wyborczych. Ponadto opozycja domagała się rozpisania nowych wyborów.
Obserwatorzy Unii Europejskiej oceniła wybory jako spokojne i pokojowe, jednak miał miejsce szereg nieprawidłowości. Human Rights Watch, oceniła, iż kilka miesięcy przed wyborami miał miejsce proceder zastraszania wyborców.